# Musca mactans
Musca mactans är en tvåvingeart som först beskrevs av Fabricius 1787.  Musca mactans ingår i släktet Musca och familjen husflugor.
Artens utbredningsområde är Franska Guyana. Inga underarter finns listade i Catalogue of Life.